# Festival de Thau
 (avril 2015).
Si vous disposez d'ouvrages ou d'articles de référence ou si vous connaissez des sites web de qualité traitant du thème abordé ici, merci de compléter l'article en donnant les références utiles à sa vérifiabilité et en les liant à la section « Notes et références ».
Le Festival de Thau est un festival musical orienté World Music et « Nouvelle scène française ». Il a lieu chaque année la troisième semaine de juillet sur différentes communes du pourtour de l'étang de Thau, près de Sète dans l'Hérault, suivant un principe d'« escales musicales », avec Mèze comme principal port d'ancrage. C'est le plus ancien festival de musique de ce territoire.
Il est organisé par l'association Jazzamèze, et se distingue par l'existence d'un volet « festival éco-citoyen » un forum associatif, des expositions, projections de films et rencontres-débats, sur les thèmes des droits de l'homme, de la diversité culturelle et du développement durable.
La trentième édition, initialement prévue du 20 au 28 juillet 2020, est reportée au 2 octobre, en raison de la pandémie de maladie à coronavirus. L'événement doit durer pendant 8 semaines.

## Historique
Créé en 1991 sur la commune de Mèze, le festival s'est d'abord appelé « Festival de Jazz à la Sauce Mézoise » avant de devenir le Festival de Thau en 1997 (7e édition). Le festival est toujours resté porté par une association.
En 1998 le festival s'est enrichi du Village des Rencontres, qui accueille les festivaliers autour de nombreuses initiatives (forum associatif et rencontres-débats notamment). Le principe est d'être un événement qui suscite les rencontres et la réflexion, autour de dégustations de produits du terroir (huîtres, vin blanc...).
Les éditions des années 2010 ont attiré en moyenne 15 000 spectateurs sur une semaine.
Les communes qui ont accueilli des concerts du Festival de Thau sont les suivantes : Mèze, Frontignan, Marseillan, Bouzigues, Loupian, Balaruc-les-Bains, Villeveyrac, Montbazin, et Gigean.
En juillet 2020, le Festival de Thau fête ses 30 ans.

## Quelques artistes ayant participé au Festival (ordre alphabétique)[3]
- Alain Bashung
- Arno
- Asaf Avidan
- Ayọ
- Ben l'Oncle Soul
- Bernard Lavilliers
- Calypso Rose
- Camille
- Catherine Ringer
- Cesária Évora
- Charlie Winston
- Dee Dee Bridgewater
- Deluxe
- Earth Wind and Fire
- Emily Loizeau
- Faada Freddy
- Gaël Faye
- General Elektriks
- Goran Bregović
- Grand corps malade
- Groundation
- Hugh Coltman
- I muvrini
- Mamani Keita
- Manu Dibango
- Massilia Sound System
- Minuit
- Miossec
- Oxmo Puccino
- Rachid Taha
- Raul Paz
- Rokia Traore
- Salif Keita
- Sanseverino
- Souad Massi
- The Skatalites
- Tiken Jah Fakoly
- Tryo
- Yannick Noah
- Youssou N'Dour
- Yuri Buenaventura

## Un éco-festival
Depuis ses débuts, Le Festival de Thau a mis la thématique du développement durable et de la protection de l'environnement au cœur de son projet.
Le but est de sensibiliser le public à la préservation de l'espace naturel remarquable qu'est l'étang de Thau. Il donne chaque année la parole à de nombreux intervenants dans ce domaine, à l'occasion de tables-rondes portant sur des thèmes comme l'eau, les bouleversements climatiques, la bio-diversité, le tri sélectif, etc. Le but étant d'attirer et de sensibiliser un public écocitoyen.
Depuis 2009 le Festival de Thau a mis en place son Agenda 21, recueil d'engagements environnementaux qui s'applique à différents aspects de l'organisation du Festival: gobelets consignés, toilettes sèches, tri sélectif, signalétique d'information au public... Le Festival se dote en 2011 de la notion[Quoi ?] « Eco Festival » et en 2012 de celle d'« évènement responsable ».
Le Festival de Thau a été certifié à la norme ISO 20121 (en) (événementiel pour un développement durable) en juillet 2015